# Zentrale Auswertungs- und Informationsgruppe
Die Zentrale Auswertungs- und Informationsgruppe (ZAIG) war eine Diensteinheit des Ministeriums für Staatssicherheit der DDR, die 1953 nach dem Aufstand des 17. Juni gebildet wurde. Sie fertigte regelmäßig geheime, für die Partei- und Staatsführung bestimmte Stimmungs- und Lageberichte sowie Einzelinformationen zu besonderen Vorkommnissen an.

## Gründung und Aufgabe
Der Aufstand des 17. Juni war für die SED eine traumatische Erfahrung. Während nach außen von einem aus dem Westen organisierten „faschistischen Putschversuch“ gesprochen wurde, reagierte man auch im Ministerium für Staatssicherheit. Dessen Minister, Wilhelm Zaisser wurde abgesetzt und aus der SED ausgeschlossen. Gleichzeitig bildete die Staatssicherheit unter ihrem neuen Chef Ernst Wollweber eine zunächst vier Stellen umfassende Informationsgruppe, um die Parteiführung besser mit Stimmungsbildern aus der Bevölkerung zu versorgen und Ereignissen wie dem Juniaufstand politisch begegnen zu können.
Die ZAIG lieferte der Partei- und Staatsführung sowie auch der Leitung des MfS aktuelle Berichte und Lageeinschätzungen sowie Informationen über besondere Vorkommnisse. Sie koordinierte die Informationsverarbeitung innerhalb des Ministeriums und entwickelte die Informationsverarbeitung weiter.
Bis 1989 wuchs die ZAIG auf 423 Mitarbeiter an, ein auch für MfS-Verhältnisse ungewöhnliches Wachstum, dessen Ursache mit der großen Bedeutung der ZAIG erklärt werden kann. Sie hatte sich mit den Jahren zu einer der Abteilungen entwickelt, die für Abwehraufgaben zuständig waren.

## Struktur der ZAIG
Die ZAIG gliederte sich Anfang der 70er Jahre in die Bereiche
- Bereich 1: Auswertung und Information
- Bereich 2: Kontrolle, dienstliche Bestimmungen, Planung
- Bereich 3: EDV
- Bereich 4: Entwicklung und Pflege des Informations- und Auswertungssystems
- Bereich 6: Öffentlichkeitsarbeit und Traditionspflege

Die Büros der ZAIG befanden sich in der MfS-Zentrale in Berlin-Lichtenberg, wo sie in den Häusern 4, 6, 8 untergebracht war.

## Edition
Ab dem Jahr 2009 gab die Behörde des Bundesbeauftragten für die Stasi-Unterlagen (seit 2021 das Bundesarchiv) die Inlandsberichte der ZAIG in der Edition Die DDR im Blick der Stasi vollständig heraus. Die Berichte erscheinen jahrgangsweise in Auswahl in Buchform und zusätzlich vollständig in Form einer Datenbank auf einer beiliegenden CD-ROM. Nach und nach werden die Berichte auch im Internet unter www.ddr-im-blick.de zugänglich gemacht, so dass eine jahrgangsübergreifende Volltextrecherche möglich ist. Die Bände wurden jeweils gemeinsam mit Zeitzeugen, die in den Berichten selbst Erwähnung finden, vorgestellt, so beispielsweise der Jahrgang 1976 mit dem in diesem Jahr aus der DDR ausgebürgerten Liedermacher Wolf Biermann, der Jahrgang 1988 mit dem Liedermacher Stephan Krawczyk, der Jahrgang 1961 mit der Sängerin und Schauspielerin Eva-Maria Hagen und dem ehemaligen Regierenden Bürgermeister von Westberlin Klaus Schütz sowie der Jahrgang 1977 mit dem damaligen DDR-Korrespondenten des Magazins Der Spiegel, Ulrich Schwarz.